# شهرک ستاره‌ها
شهرک ستاره‌ها (به روسی: Звёздный Городок) یک تأسیسات پژوهشی و آموزشی نظامی در شمال شرقی مسکو است که در آن فضانوردان آموزش می‌بینند.
فضانوردان از دههٔ ۱۹۶۰ در آموزشگاه کیهان‌نوردی گاگارین این شهرک آموزش دیده‌اند.
در دوره شوروی این شهرک وضعیتی کاملاً محرمانه داشت و بقیه جهان به آن دسترسی نداشتند. خانواده‌های فضانوردان آموزشگاه نیز در همین شهرک مستقر هستند و زندگی می‌کنند.